# Hanazakarino kimitacsihe
A Hanazakarino kimitacsihe (egyszerűsített kínai írásjegyekkel: 花样少年少女, pinyin átírással: Huāyàng Shàonián Shàonǚ, magyaros átírással: Huajang saonien saonü) egy tajvani tévésorozat, amelyet először a CTS és a GTV csatornákon sugároztak. A Hanazakarino Kimitachihe a japán Hisaya Nakajo azonos című mangájának adaptációja. A sorozat sztárjai: Wu Chun, Jiro Wang (mind a ketten a Fahrenheit együttes tagjai), valamint Ella Chen (a S.H.E. együttes vezető tagja). A sorozat zenéjét tartalmazó album 2006. december 1-jén jelent meg. Habár a manga eredeti címe: Teérted teljes virágzásban, a szappanopera címe ettől eltérően: Fiúk és lányok játékai, a cím a sorozatban bemutatott diákéletre utal. A Hanazakarino Kimitachihe-t Tajvanon, a Nantou megyei Puliban található Nemzeti Cse Nan (Chi Nan) Egyetem-en forgatták.

## Történet
Az Amerikában élő tajvani diáklány, Lu Zsuj-hszi (Lu Rui Xi) megnéz egy Cuo Ji-csuan (Zuo Yi Quan) nevű tajvani magasugróról készült dokumentumfilmet. A lány beleszeret a fiúba, és mindenképpen találkozni akar bálványával. Ezért Tajvanra utazik, és fiúnak álcázva magát belép a Jing Kaj (Ying Kai) Fiú Egyetemre. Zsuj-hszi (Rui Xi) megérkezésekor barátságot köt Csin Hsziu-jivel (Jin Xiu Yivel), az egyetem futballsztárjával. Egy focimeccsen Zsuj-hszi (Rui Xi)t fellökik, mire a lány elájul. Csuan (Quan), aki a lány szobatársa lett, elviszi őt az iskolaorvoshoz. Az iskolaorvos felfedezi, hogy Zsuj-hszi (Rui Xi) valójában lány. Viszont megőrzi titkát, és a lány segítője, tanácsadója lesz. Zsuj-hszi (Rui Xi) lányos bája lassan rabul ejti Hsziu Ji (Xiu Yi)t, így maga egyre zavarodottabb lesz és még saját nemi orientáltságát is megkérdőjelezi. Közben az együtt átélt bonyodalmak során Zsuj-hszi (Rui Xi) és Csuan (Quan) (aki hamar rájön Rui Xi titkára, de nem mondja el neki sem, mert fél, hogy nem tudja többé maga mellett tartani őt) között először barátság, majd egyre mélyebb szerelem szövődik.

## Szereplők
A televíziós sorozat szereplői megegyeznek az eredeti japán manga szereplőivel.
- Lu Zsuj-hszi (Lu Rui Xi) (卢瑞希）（Ella Chen) - a női főhős, aki fiúnak álcázza magát és belép Csuan (Quan) iskolájába, a Jing Kaj (Ying Kai) Egyetemre.
- Cuo Ji-csuan (Zuo Yi Quan) (左以泉）(Wu Chun) - a férfi főhős, aki iskolájának híres atlétája, csendes természetű, de segítőkész, kiáll barátaiért.
- Csin Hsziu-ji (Jin Xiu Yi) (金秀伊）(Jiro Wang) - a {{{2}}} (Ying Kai) futballsztárja, Zsuj-hszi (Rui Xi) hatására kezdi megkérdőjelezni szexuális beállítottságát.
- Mej Tien (Mei Tian) (梅田）(Tang Cse-ping (Tang Zhi Ping)) - homoszexuális, ő az iskola orvosa, Zsuj-hszi (Rui Xi) barátja és tanácsadója lesz.